# Віфезда
Віфе́зда або Бетезда (від грец. Βηθεσδά «дім милосердя»; івр. בריכות בית חסדא‎, «овеча купіль», «басейни Бейт Хісда», також «овечі басейни»; грец. κολυμβήθρα, грец. ή προβατική, «місце благодаті, зцілення» біля «овечих воріт») — дві водойми (басейни), в мусульманському кварталі Старого міста в Єрусалимі. Викопані в руслі річки Бейт-Зейта (івр. בית זיתא), частина комплексу видовбана в скельній породі. Остаточно утворено в III–II ст. до н.е. В Біблії згадується як місце де Ісус Христос зцілив розслабленого (Ів. 5:2–15). Згадується у кумранському мідному сувої (3 Q 15. 11; 12 сл.; 35–65 рр. н.д.). 
Мало дві водойми та п'ять портиків. У IV ст. була збудована «церква Розслабленого», ще названа як «Овеча купіль». Яка разом з базилікою святої Ганни сприймалась паломниками давніх-давен немов один комплекс. Адже базиліка святої Ганни споруджена на місці зруйнованої «базиліки святої Марії». У II–III ст. Віфезда була святилищем Асклепія-Сараписа, з басейном для омовінь. Значна частина Віфезди знаходиться під заселеним районом міста.

## Походження
Початок будівництва першої водойми Віфезди відноситься до VIII століття до н. е., що розташовувалася біля північної стіни Єрусалиму, біля брами, через які проганяли до Храму жертовні тварини і де був розташований ринок цих тварин. Згідно археологічних досліджень на початку була утворена одна водойма (розміром 40 м на 50 м) для водозбору дощової води завдяки спорудженій дамбі (ширина 6 м). Зібрана вода поступала до храму через відкритий канал (Іс. 7:3; ; 2 Цар. 18:17). 
У період первосвященика Симеона (Сир. 50:3) споруджено було другу водойму Віфезди на південь (кінець III ст. до н.д.). Відкритий канал накрили, що перетворилося на тунель. Між 150-70 роками н.д. з західної сторони Віфезди утворені були водна цистерна, купальні, гроти з лікувальною та релігійною метою.  
За словником Брокгауза і Ефрона стародавня Овеча брама ототожнюється іноді з «воротами св. Стефана» у мусульманській частині Єрусалиму. Поряд з ними знаходиться висохла водойма, яка колись добре збереглася, оскільки її береги викладені міцними стінами давньоєврейської кладки. Вона має правильну чотирикутну довгасту форму. У місцевих жителів-арабів він називається «Біркет Ізраїль» тобто ставком ізраїльським. У його західної стіни збереглися руїни двох арок, які можуть відповідати згадуваним євангелістом Іоанном «критим ходам». 
Також є версія, що так зветься  ставок, що розташований поруч з базилікою святої Анни. Цей ставок ще за часів Хрестових походів називався «овечою купальнею», поруч з ним були виявлені сліди п'яти арок. 
Деякі дослідники ототожнюють цей басейн з «верхнім басейном» (івр. בריכה העליונה), який згадуються в Книзі Царств.
Про Віфезда пише Євсевій Кесарійський (IV століття) :
| Віфезда — купіль в Єрусалимі, вона ж і Овеча, в давнину мала п'ять притворів; і нині показується в двох басейнах які там розташовані, з яких один, наповнюється щорічними дощами, інший же має дивовижним чином забарвлену в червоний колір воду, що уявляється як слід жертв, що в ньому милися, від чого й зветься: Овеча, через жертви. — Євсевій Кесарійський. Ономастикону (пояснення біблійної географії) |

Розповідь Євсевія повторює Ієронім Стридонський.

## У Новому Завіті
За Євангелієм від Іоанна (Ів. 5:1–16), вода з купелі вважалася чудодійною коли « ангел Господній часами сходив у купальню і збурював воду, і хто перший входив у неї після збурення води, той уставав, хоч би яку мав хворобу ». При купальні лежав розслаблений, страждаючий своєю хворобою 38 років і майже втратив надію на зцілення, оскільки нікому було опустити його в купальню при обуренні води.
Ісус сказав йому: «  візьми ложе своє і ходи ». І він негайно видужав, і взяв ложе своє і пішов. Чудо було скоєно в суботу і, бачачи розслабленого, що несе свою постіль, юдеї говорили: «  сьогодні субота, і не годиться тобі брати ложа », на що він відповідав — «  Хто мене зцілив, Той мені сказав: Візьми ложе своє і ходи », але не міг сказати, хто зцілив його. Пізніше в храмі його зустрів Ісус і сказав: «  Ось ти одужав; не гріши більше, щоб не сталося з тобою чого гірше ». Коли стало відомо, хто здійснив зцілення в суботу, то «  шукали вбити Його юдеї за те, що Він не тільки порушував суботу, але й Отцем Своїм називав Бога, роблячи Себе рівним Богові ».  

### Історичний коментар
... біля брами був ринок з продажу жертовних тварин: він так і називався «Овечий ринок». Народ тут справді юрбився, але він чекав не зцілення у водах басейну, а черги до Левитів, які відмивали від бруду майбутні жертви, бо брудну тварину не можна було вести в Храм. Люди в басейн ніколи не занурювалися, бо для людей він був нечистий! Дійсно, в Єрусалимському Храмі відбувалося безліч жертвоприношень. Щодня в цьому басейні відмивали від бруду сотні тварин. Можна собі уявити яка була в ньому вода! Цей басейн ніколи не був купальнею.
 
Що ж стосується легенди про «збурювання вод Ангелом Господнім», то це було зовсім в іншому місці, в південно-західній частині міста, і пов'язана ця легенда з джерелом Гіхон. 
 
Юдейський цар Хізкіяху (Єзекія), побоюючись вторгнення ассирійців, зробив ряд кроків з підготовки міста до тривалої облоги. У числі інших заходів він вирішив відвести води джерела по підземному тунелю в місто. Тунель пробивали з двох сторін. Обидві групи робітників зустрілися в точці, яку можна визначити і в наші дні. Загальна довжина тунелю 533 метра, і закінчується він басейном Шіллоах (знаменита Сілоамська купіль). Про цю знаменну подію згадується в Біблії. У Другій книзі царств написано: «... Він зробив ставок і водовід і провів воду в місто». Вода в тунелі як би пульсувала — то прибувала, то спадала. В потрібний городянам час вона піднімалася, як би полегшуючи нужденним доступ до води. Люди говорили, що це Ангел Господній піднімає воду. 
 
Ці два басейни розташовані в різних кінцях міста і призначалися для різних цілей, але жоден з них не служив купальнею.
— Марк Абрамович. Ісус, єврей із Галілеї

## Галерея

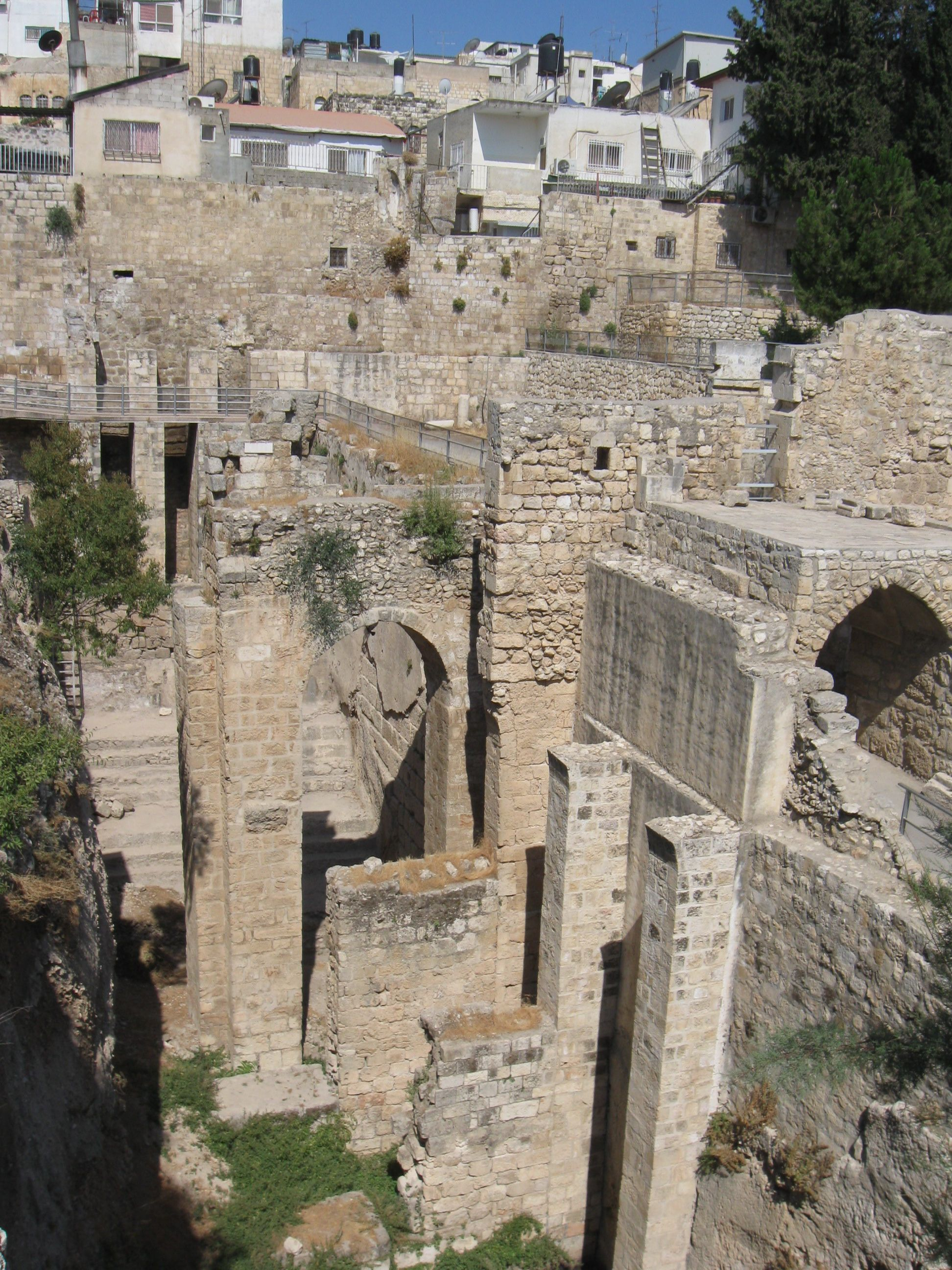
Віфезда - вид з іншого боку
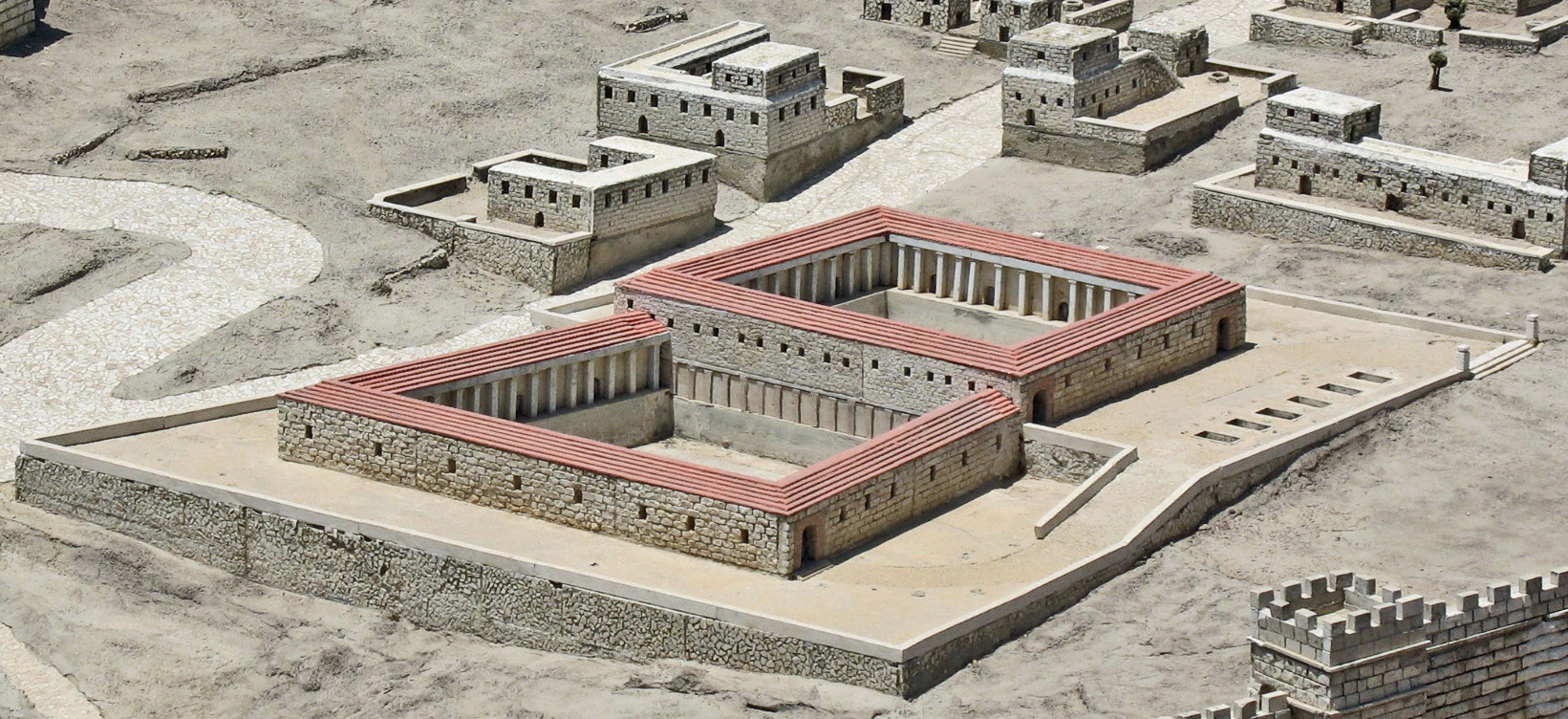
Сучасна модель Віфезди
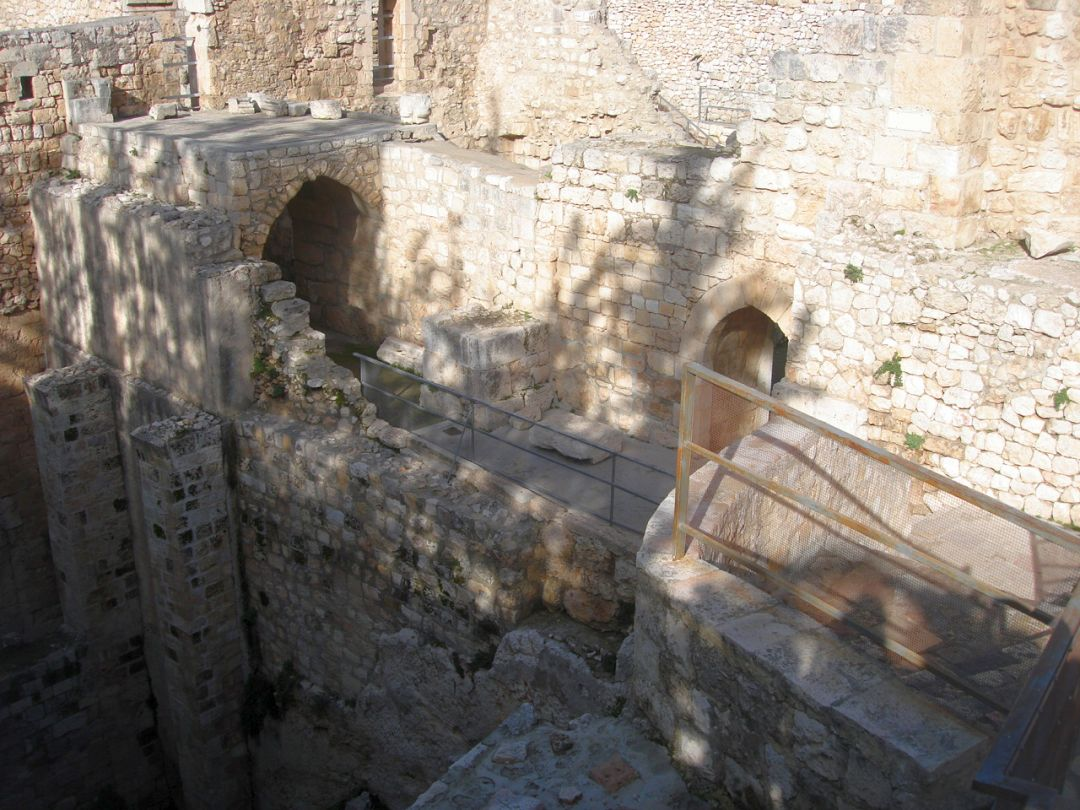
Старовинний перехід Віфезди
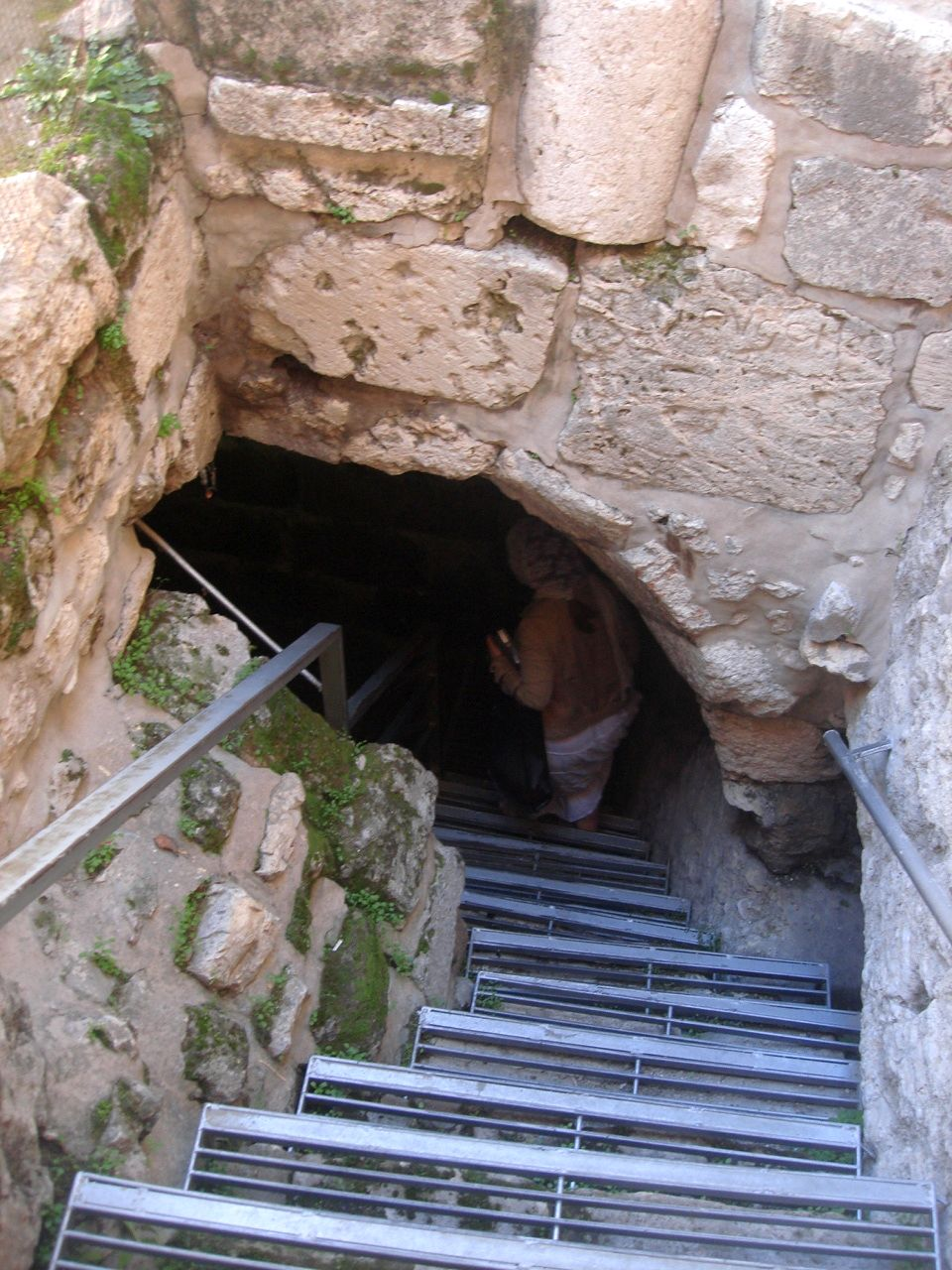
Сучасний перехід Віфезди
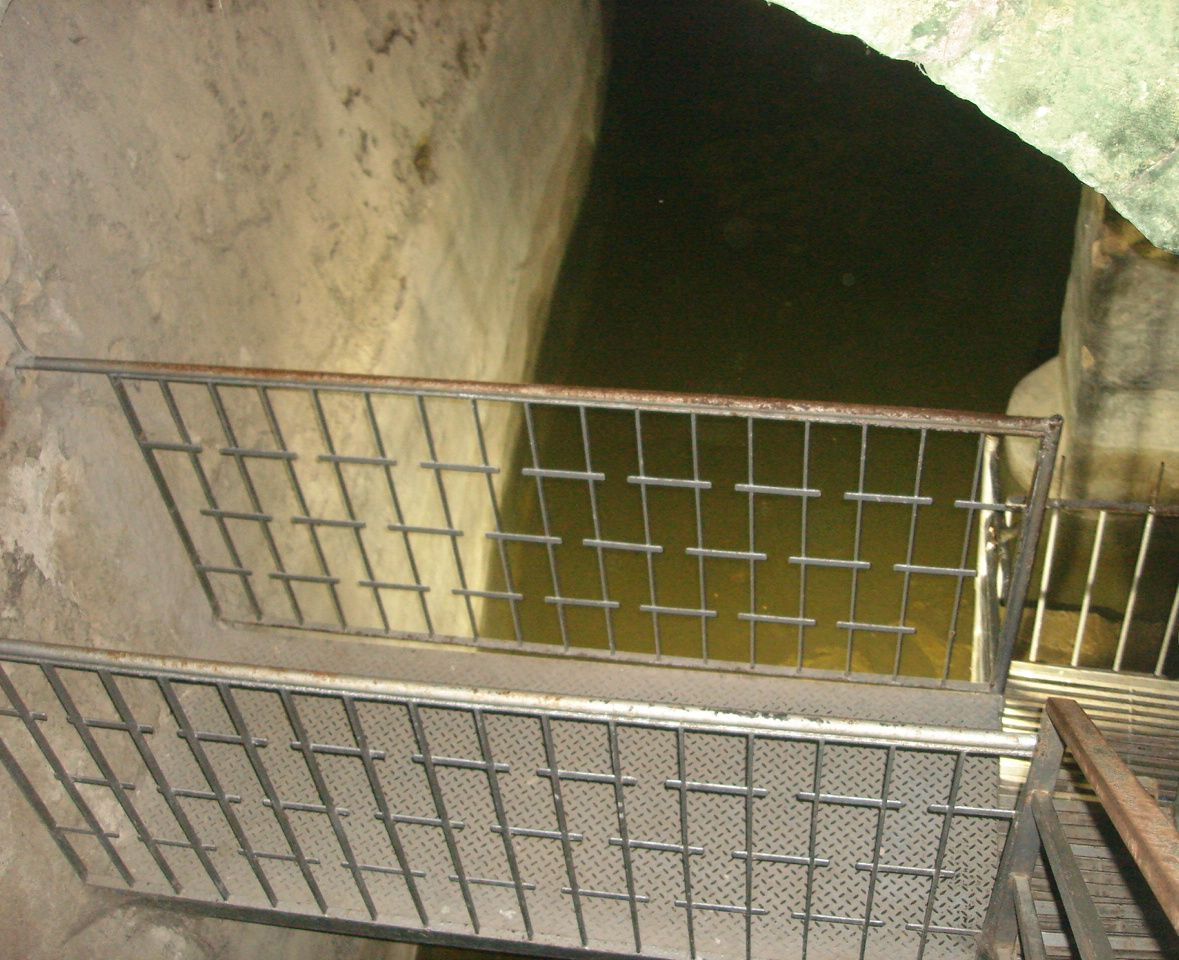
Сучасний перехід Віфезди
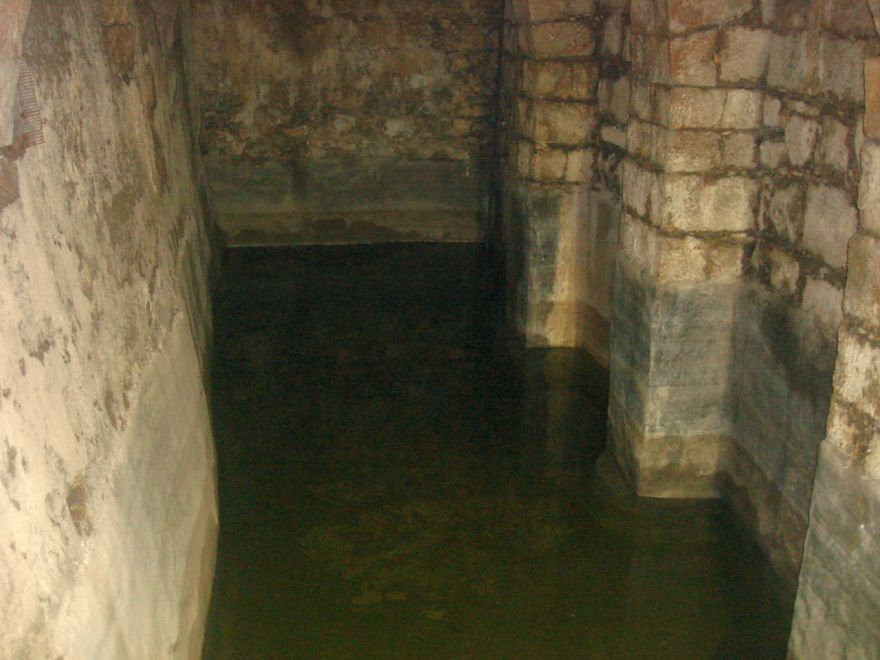
Водозбірник Віфезди
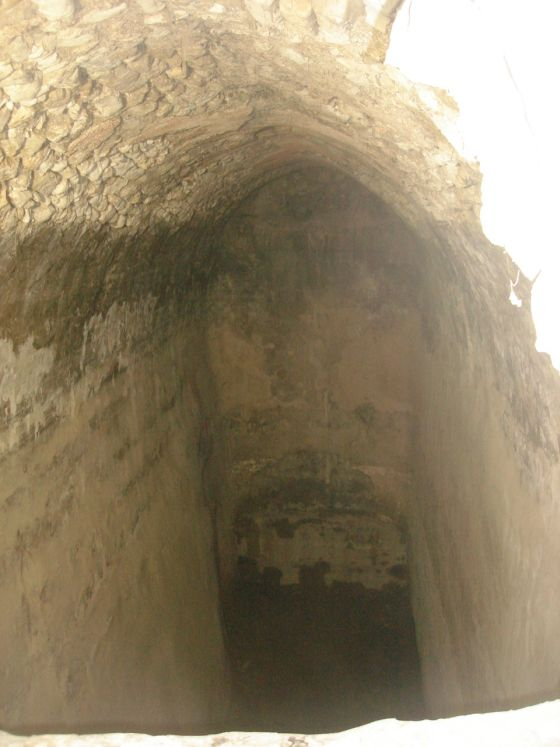
Водозбірник Віфезди
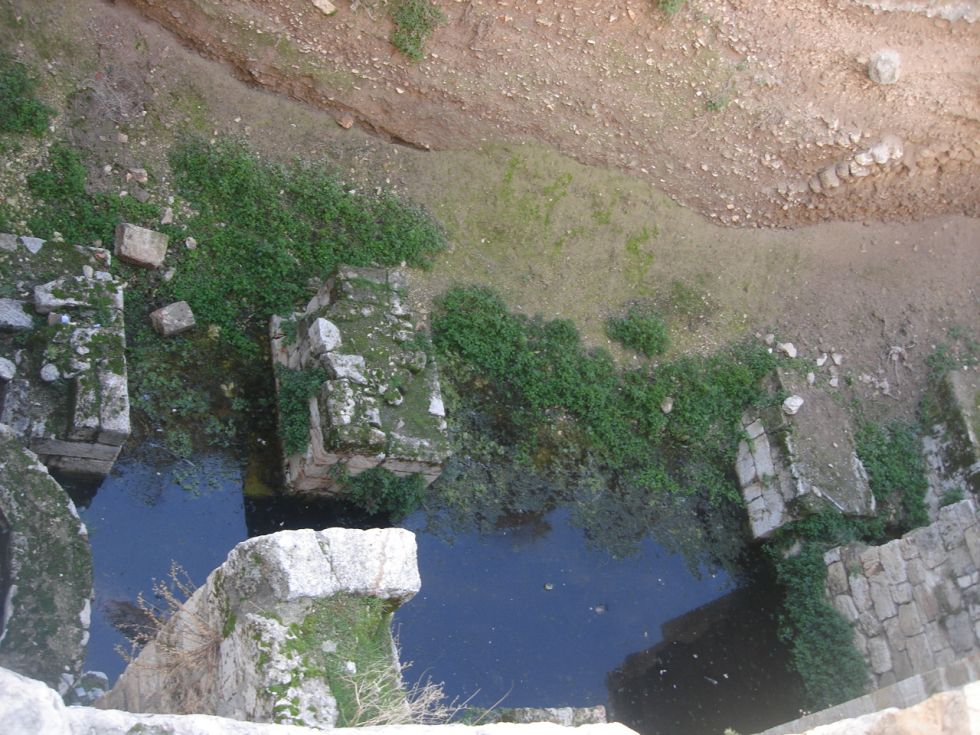
Залишки споруди Віфезди доби Ісуса Христа, на яких була надбудова для лежачих хворих
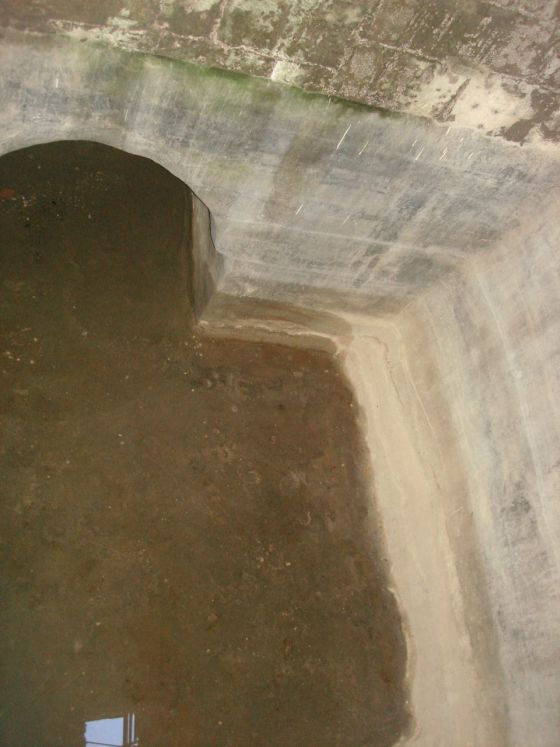
Водозбірник Віфезди
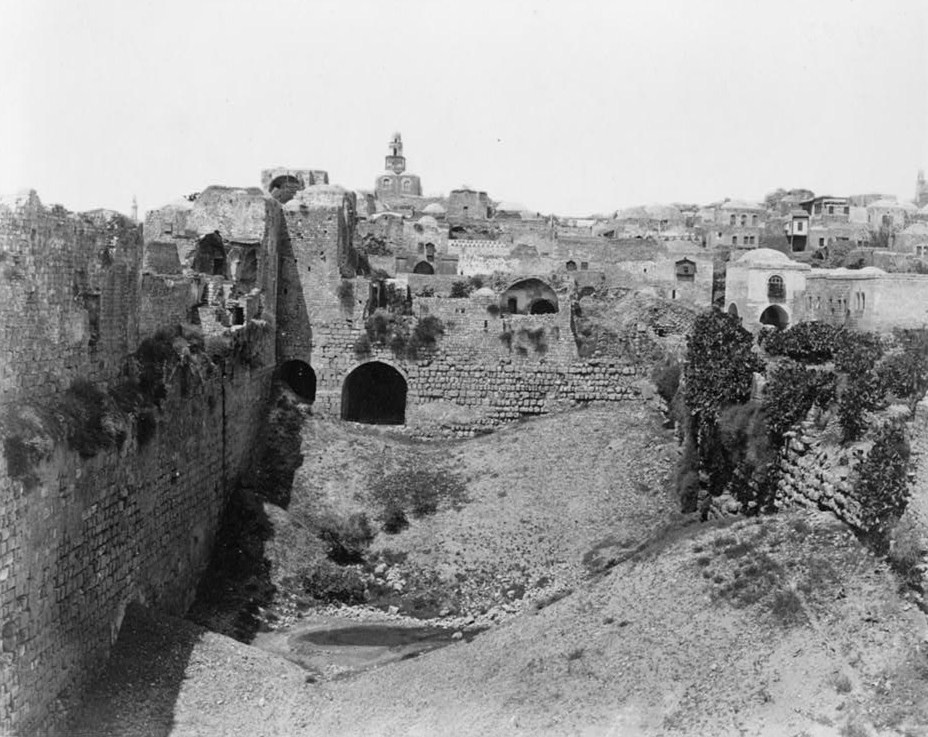
Віфезда, один з басейнів (107x36 м), відомий в минулому у місцевих жителів-арабів як  Біркет Ізраїлю  ( Ставок ізраїльський ); найближчий до Храмовій горі, знаходився прямо у її північної стіни. Зараз він засипаний і на його місці розташовується автостоянка. (фото 1860 — 1890 років)
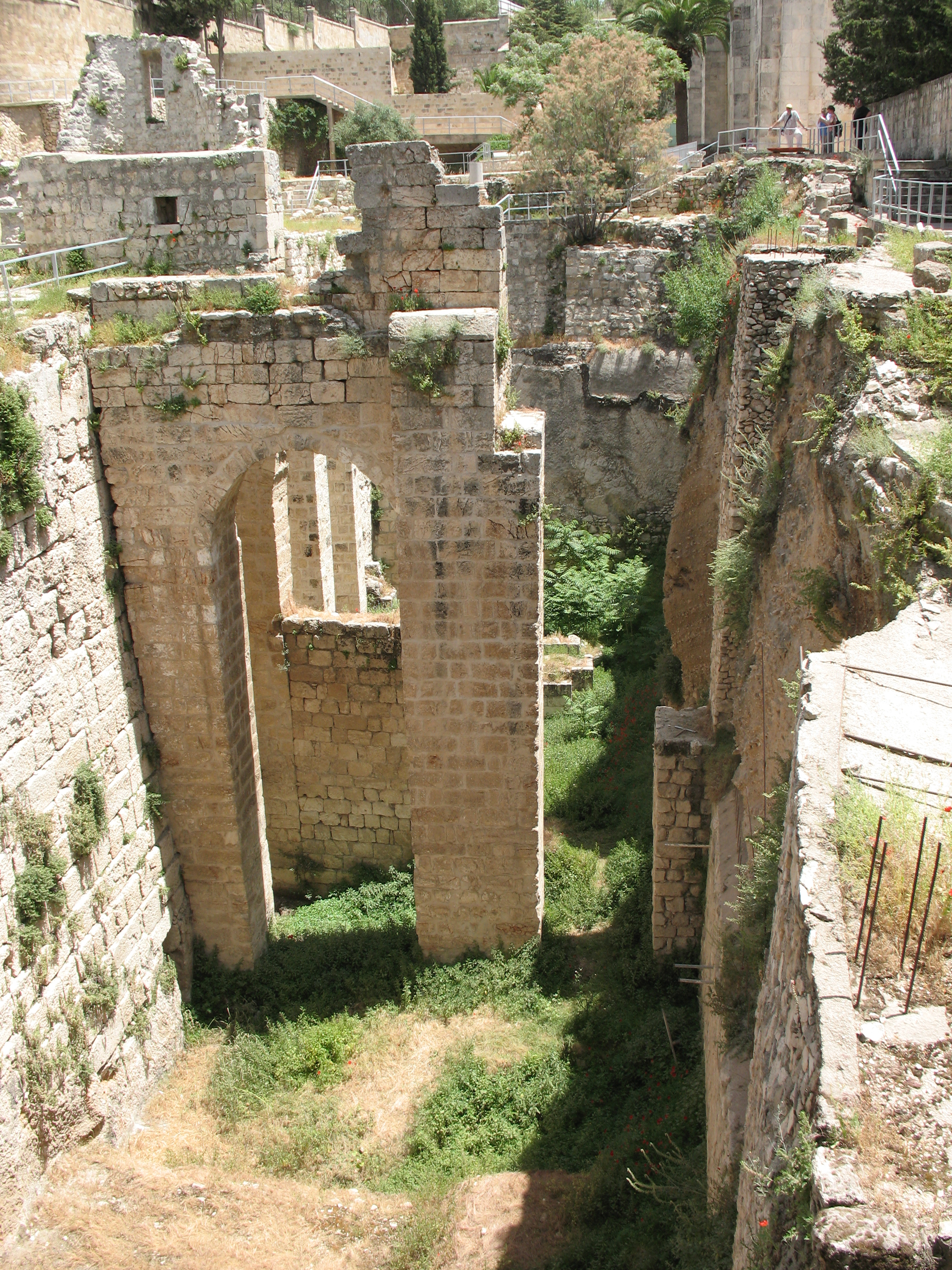
Віфезда - великий басейн (150x50x15 м), що складається з двох резервуарів, розділених стіною. Їх виявлено у 1914  році на території монастиря Білих отців, поруч з церквою св. Анни. Видно залишки церков візантійців і хрестоносців (вид із заходу в бік церкви св. Анни, її трохи видно в правому верхньому куті)